# Achyrocline gaudens
Achyrocline gaudens là một loài thực vật có hoa trong họ Cúc. Loài này được V.M.Badillo & Gonz.Sánchez mô tả khoa học đầu tiên năm 1998.